# Copist

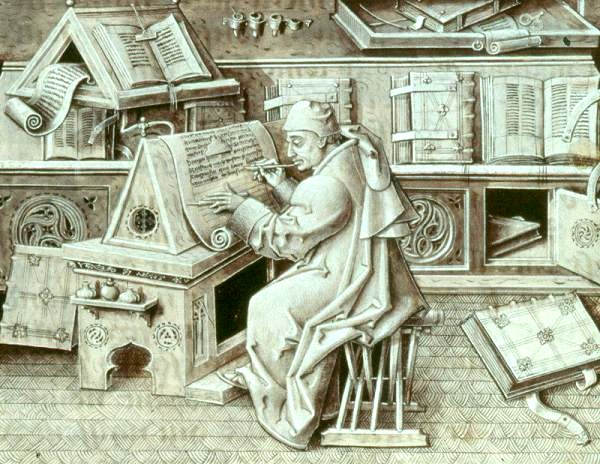
Copist medieval

Copistul era, înainte de apariția tiparului, persoana care copia un manuscris. Termenul provine din cuvântul francez copiste.
În vremurile recente, termenul desemna un funcționar inferior care redacta și copia acte sau partituri muzicale. Chiar și Mihai Eminescu a fost, timp de 5 luni, copist la Tribunalul din Botoșani. A mai fost și sufleor si copist de roluri în trupa lui Iorgu Caragiale.
În nomenclatorul privind Clasificarea ocupațiilor din România 2008 (COR 2008) la codul 734301 este înregistrată ocupația (meseria) Copist formare tipar plan, care cere nivelul de instruire 2 (studii medii).
Sinonime pentru cuvântul copist: 
- scrib,
- prescriitor (învechit),
- conțopist (depreciativ).